# Karawal Nagar
Karawal Nagar är en ort (census town) i det indiska unionsterritoriet National Capital Territory of Delhi. Den är belägen i distriktet North East och är en förort till Delhi. Befolkningen uppgick till 224 281 invånare vid folkräkningen 2011.